# Les Sylphides

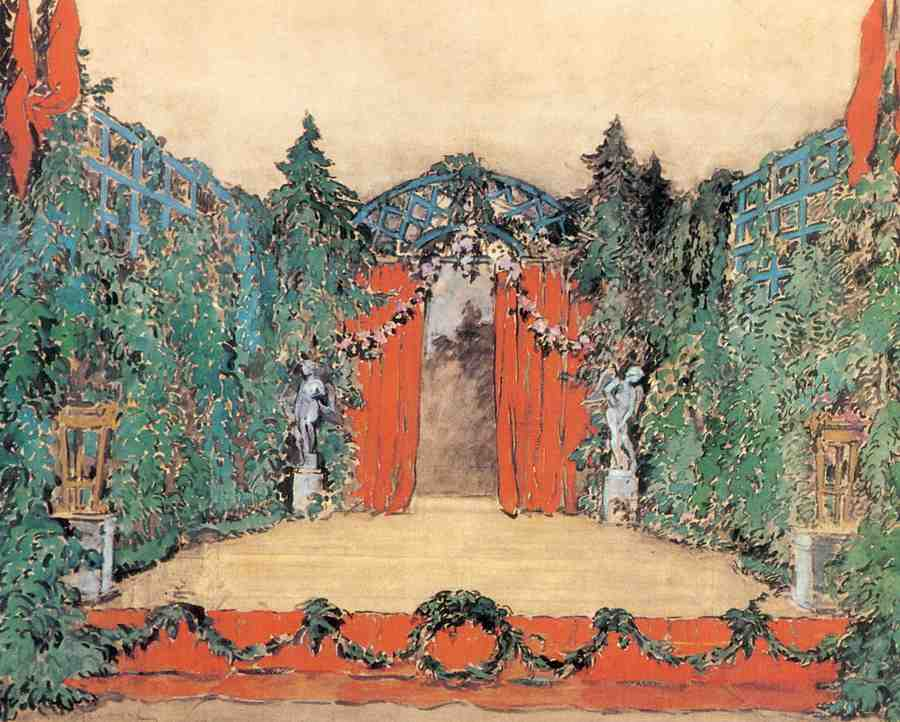
Esboço de cenário para Les Sylphides de Alexandre Benois, em 1909.

Les Sylphides é um balé em um ato, criado para os Ballets Russes de Serguei Diaghilev. Baseado em obras do músico Frédéric Chopin,  coreografado por Michel Fokine e com costumes de Alexandre Benois. Foi encenado pela primeira vez em 2 de junho de 1909 no Théâtre du Châtelet em Paris.
Les Sylphides alguma vezes é confundido com outro balé denominado La Sylphide . De nome parecido e com o mesmo tema que é a invocação das figuras mitológicas das sílfides, a semelhança para por aí. São balés bem distintos, com músicas, coreografias, cenário e criação realizadas por pessoas diferentes.

## A história
Em 1907, Mikhail Fokine coreografou uma música de Chopin - opus 64, nº 2 -  para uma apresentação beneficente e convidou a bailarina russa Anna Pavlova dançá-la.  Em 1908, para uma outra noite beneficente, ele coreografou uma mazurka e uma valsa de Chopin e deu o nome de Danses sur la Musique de Chopin para a  apresentação, agora para um corpo de balé. 
A ideia tomou forma e  Fokine juntou outras músicas de Chopin e com orquestração de Alexander Glazunov e cenários e iluminação de Alexandre Benois,  lançou o balé que denominou Chopiniana  no dia 19 de fevereiro de 1909 no Teatro Mariinski em São Petersburgo.
Serguei Diaghilev assistiu, gostou e  propôs que fosse apresentado em Paris,  em seus Ballets Russes. Sugeriu que se acrecentassem mais músicas e trocou o seu nome para Les Sylphides.

## O argumento
O balé tem como cenário um bosque onde um jovem sonhador está cercado de sílfides bailando ao seu redor. Não existe uma história. O cenário e o tema das sílfides serve para que a coreografia criada por Fokine tome forma. Na época, esta coreografia foi considerada revolucionária, por utilizar novas técnicas de dança clássica. Em cima da estrutura de um balé clássico, Fokine inseriu técnicas de bailado conhecida hoje em dia como abstrata. Argumenta-se que Fokine se baseou em La Silfide que recém se apresentara em Paris para criar a coreografia do balé.

## A estreia
Como Chopiniana a estreia se deu no dia 19 de fevereiro de 1909 no teatro Maryinsky em São Petersburgo. Os bailarinos desta apresentação foram Tamara Karsavina, Nijinsky, Anna Pavlova e Alexandra Baldina. 
Como Les Sylphides a estreia se deu em 2 de junho de 1909 no Teatro de Châtelet em Paris, produzida por Serguei Diaghilev para os Ballets Russes. Os bailarinos desta apresentação foram os mesmos da apresentação da Chopiniana. Os costumes e cenários foram também de  Alexandre Benois.

## A música
- Como Chopiniana

Orquestração de Alexander Glazunov e composta de:
1. Polonaise em Lá maior, Op. 40, nº 1,
2. Noturno em Fá maior, Op. 15, nº 1,
3. Mazurka em Dá sustenido menor, Op. 50, nº 3,
4. Valsa em Dó sustenido menor, Op. 64, nº 2,
5. Tarantella em Lá bemol maior, Op. 43.

- Como Les Sylphides

Orquestração de Alexander Glazunov e composta de:
1. Polonaise em Lá maior (certas apresentações utilizam em seu lugar o Prelúdio em Lá maior)
2. Noturno em Lá bemol maior (Op. 32, nº 2),
3. Valsa em Sol bemol maior (Op. 70, nº 1),
4. Mazurka em Ré maior (Op. 33, nº 2),
5. Mazurka em Dó maior (Op. 67, nº 3),
6. Preludio em Lá maior (Op. 28, nº 7),
7. Valsa em Dó sustenido menor (Op. 64, nº 2),
8. Grande Valsa em Mi bemol maior (Op. 18, nº 1)

Em 1936, Roy Douglas realizou outra orquestração e com esta forma é mais conhecida nos dias atuais.